# Oldenburgische T 2
Die Gattung T 2 der Oldenburgischen Staatseisenbahn waren Tenderlokomotiven für den Einsatz auf Lokal- und Nebenbahnen. Sie wurde in 38 Exemplaren nach dem Vorbild der Preußischen T 2 gebaut, unterschied sich von dieser aber in den Kesselaufbauten: Sie hatte keinen Dampfdom; der Regler war in der Rauchkammer untergebracht. Die zulässige Geschwindigkeit lag mit 50 km/h höher als beim preußischen Vorbild.
13 Lokomotiven waren mit einer Druckluftbremse ausgerüstet, der Luftbehälter stand dabei auf dem Kessel.
Die Deutsche Reichsbahn übernahm bis auf die Bahnnummer 113 alle Maschinen als Baureihe 98.1 und gab ihnen die Nummern 98 101 bis 98 137. Die meisten Lokomotiven wurden jedoch schon 1926 und 1927 ausgemustert; nur wenige waren bis 1931 in Betrieb. Einige Lokomotiven hielten sich noch bis 1953 als Werklokomotiven in Ausbesserungswerken.